# Suite pour piano à quatre mains de Koechlin
La Suite op. 19 de Charles Koechlin est une suite pour piano à quatre mains composée de 1898 à 1901, publiée la même année par les éditions Durand.

## Composition
Charles Koechlin compose sa Suite op. 19 de 1898 à 1901. Elle est publiée la même année par les éditions Durand.
L'œuvre est créée le 20 juin 1982 par Alain Motard et Brigitte Revert au Festival Koechlin au Château à Ville-d'Avray.

## Présentation
La Suite op. 19 de Koechlin est en cinq mouvements :
1. Canon. Allegro, poco scherzando ( = 50)  en sol majeur, à 
 — à mesdemoiselles Antoinette et Madeleine Bouvard ;
2. Lied. Andantino (sans lenteur) ( = 42)  en fa majeur, à quatre temps (noté ) — à madame Jeanne Herscher-Clément ;
3. Feuillet d'Album. Allegretto moderato ( = 58)  en ut majeur, à 
 — à mademoiselle Gaëte Petit de Villeneuve ;
4. Berceuse. Andante tranquillo (pas plus vite que  = 80)  en sol majeur, à quatre temps (noté ) — à mesdemoiselles Yvonne et Simone Girardet ;
5. Final. Poco maestoso — Allegro con moto ( = 76)  en ut majeur, à quatre temps (noté ) — à mesdemoiselles Marguerite et Marie Feine.

La durée d'exécution est d'environ 13 min.

## Analyse
Dans la Suite op. 19, « trois morceaux de genre — Lied, Feuillet d'Album, Berceuse — légers et pleins de fantaisie sont encadrés par un premier mouvement en canon et un finale extraverti ». Comme pour la Suite pour deux pianos op. 6, « la séduisante sonorité expressive et le charme de cette Suite exercent un envoûtement très spécifique ».

### Monographies
- Aude Caillet, Charles Koechlin : L'Art de la liberté, Anglet, Séguier, coll. « Carré Musique » (no 10), 2001, 214 p. (ISBN 2-84049-255-5).
- Robert Orledge, Charles Koechlin (1867-1950) His Life and Works, Harwood Academic Publishers, 1989, 457 p. (ISBN 3-7186-4898-9).